# Distrito de Daventry
Daventry es un distrito no metropolitano del condado de Northamptonshire (Inglaterra). Tiene una superficie de 662,59 km². Según el censo de 2001, Daventry estaba habitado por 71 838 personas y su densidad de población era de 108,42 hab/km².

## Localidades
- Arthingworth